# Nimbya major
Nimbya major är en svampart som först beskrevs av Pavgi & U.P. Singh, och fick sitt nu gällande namn av E.G. Simmons 2000. Nimbya major ingår i släktet Nimbya och familjen Pleosporaceae.   Inga underarter finns listade i Catalogue of Life.